# Buteni (gmina)
Buteni – gmina w Rumunii, w okręgu Arad. Obejmuje miejscowości Berindia, Buteni, Cuied i Păulian. W 2011 roku liczyła 3403 mieszkańców.